# Norbert Bourdon
Pour les articles homonymes, voir Bourdon.
Norbert Bourdon (né à Fresnes-sur-Escaut le 6 juillet 1934 et mort à Angers le 17 mai 1995) est un clarinettiste français.
Norbert Bourdon a eu un premier prix au Concours international de musique de l'ARD en 1954. Il a également obtenu un premier prix au Concours international d'exécution musicale de Genève en 1953.
Norbert Bourdon est clarinette à l'Orchestre philharmonique de Monte-Carlo et clarinette co-solo de l'Orchestre national des Pays de la Loire.
Norbert a enseigné la clarinette, notamment comme professeur au Conservatoire d'Angers, à des élèves qui ont pu faire carrière comme Philippe Cuper.

## Enregistrement
- Carl Maria von Weber : Grand Duo Concertant / Charles-Marie Widor : Introduction et Rondo avec Norbert Bourdon, clarinette & Bernadette Rehak, piano (Corelia CC81329A, 1982)
- Georges Meister : Erwinn, fantaisie pour clarinette et piano / Louis Cahuzac : Variations sur un air du Pays d'Oc / Paul Jeanjean : Le Carnaval de Venise, avec Norbert Bourdon, clarinette & Bernadette Rehak, piano (Corelia CC81329B, 1982)
- Serge Prokofiev : Pierre et le loup, conte musical pour enfants, op. 67  ; Fernand Ledoux, récitant - Solistes : Marceau Peyssies, flûte - Jacques Petit, basson - Georges Desert - Norbert Bourdon, clarinette - avec l'Orchestre National de l'Opéra de Monte-Carlo dirigé par Louis Frémaux (1971) / Camille Saint-Saëns : Le Carnaval des animaux ; Fernand Ledoux, récitant - György Sebök, Lucien Kemblinsky, piano - Marceau Peyssier, flûte - Jean-Max Clément, violoncelle - Elise Gabriel, contrebasse - Norbert Bourdon, clarinette avec l'Orchestre National de l'Opéra de Monte-Carlo dirigé par Louis Frémaux (1960) / Marie-Rose Carlie : Petits poèmes  (Erato, 1988)
- Paul Dukas : L'apprenti sorcier, avec  Jean Martinon; Alain Lombard; Louis Frémaux; Fernand Ledoux; et al , Muzyka orkiestrowa (New York : BMG Music, 1988)